# Комиссариатский мост
Комиссариа́тский мост — автодорожный мост через Водоотводный канал в Москве. Расположен между Садовническим и Зверевым пешеходными мостами, связывает потоки Бульварного кольца c Замоскворечьем. Назван по Новому Кригскомиссариату — историческому зданию Военного ведомства, построенному в 1776—1780 архитектором Н. Леграном, в котором до недавнего времени располагался штаб Московского военного округа. Несколько лет назад[когда?] штаб выехал, но памятник остался в военном ведомстве.
Первый, деревянный, Комиссариатский мост был построен в середине XIX века. Он располагался к востоку от современного моста, по трассе Комиссариатского переулка. На правобережной, замоскворецкой стороне канала старый Комиссариатский мост упирался в глухую стену домов по Овчинниковской набережной. Большой Устьинский мост дореволюционной постройки, и продолжавший его Толкучий проезд, в свою очередь, упирались в Садовническую набережную по левому берегу канала; моста, продолжавшего бы эту трассу в Замоскворечье, до революции построено не было.
Современный Комиссариатский мост был построен в 1928 году по проекту Б. П. Тяжелова по трассе старого Большого Устьинского моста, пересекавшего реку Москву ниже тогдашнего устья Яузы; новый Большой Устьинский мост был построен в 1938 несколько выше по течению, но сквозной проезд с Большого Устьинского на Комиссариатский мост сохранился благодаря излому трассы правобережного подхода Устьинского моста. Комиссариатский мост сделан из монолитного железобетона, в основе — три бесшарнирные арки длиной 36.4 м со стрелой (высотой) подъёма 3.36 м. Высота свода в замке — 0.8 м, у оснований — 1.2 м. Опоры моста — монолитные железобетонные на основании из железобетонных свай. Дорожное покрытие было изначально брусчатым, сейчас асфальтобетонное.
Трамвайное движение по мосту открыто только в 1963 году в связи со снятием трамвая с Пятницкой улицы. До того времени трамвай, следуя на север по Новокузнецкой улице, сворачивал на Пятницкую у станции метро «Новокузнецкая», пересекал канал по Чугунному мосту и следовал на восток по Садовнической улице.